# Nome inférieur de Neith

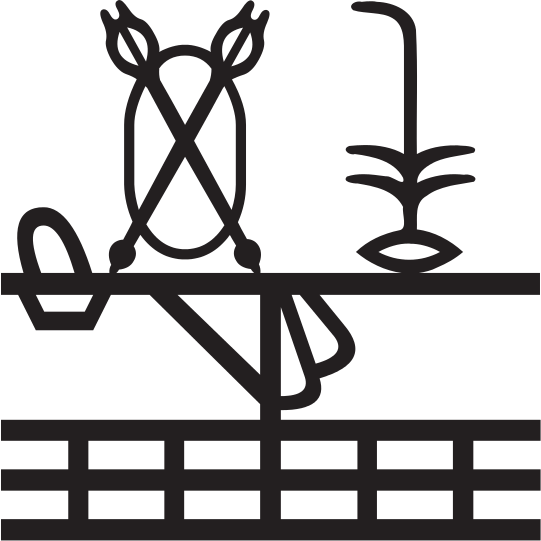
Hiéroglyphe symbole du Nome.

Le nome inférieur de Neith (n.t rsy) est l'un des 42 nomes (division administrative) de l'Égypte antique. C'est l'un des vingt nomes de la Basse-Égypte et il porte le numéro quatre.

## Géographie
Ce nome faisait plus de cinquante-trois kilomètres de long selon la liste des nomes de Sésostris Ier. Le nome était situé pendant une bonne partie de l'histoire égyptienne entre le nome de la Cuisse au sud,  le nome de l'Occident à l'ouest, le nome supérieur de Neith au nord, le nome d'Andjety à l'est et le nome du Taureau noir au sud-est. Cependant, pendant la période ptolémaïque, le nord-est du nome intégra le nome supérieur de Neith et le nome du Taureau de la montagne tandis qu'il récupéra une partie de l'ouest du nome supérieur de Neith ; de part ces changements, le nome borda le nome du Harpon à cordes-côté occidental au nord-ouest, le nome de la Cuisse au sud,  le nome de l'Occident à l'ouest, nome d'Andjety à l'est et le nome du Taureau noir au sud-est.

## Histoire
Jusqu'à l'Ancien Empire, ce nome et le nome supérieur de Neith formait un seul nome. Cependant, dès le Moyen Empire, comme l'atteste la liste des nomes de Sésostris Ier, ces deux nomes étaient séparés,.
La capitale du nome, peu fourni en restes archéologiques, était Djékâper, aujourd'hui à Kôm Manous,. Il semble que Prosôpis (Προσωπις) était la capitale du nome pendant la période ptolémaïque, mais la localisation de ce site est inconnue.

## Divinités locales

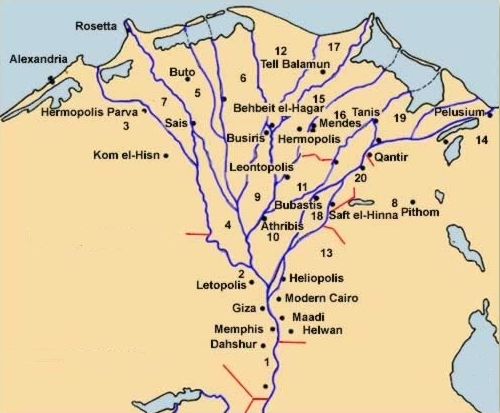
Les nomes de Basse-Égypte

Comme l'indique le nom du nome, la divinité locale principale était Neith (très ancienne déesse comme l'indique les noms de plusieurs reines de la Ire dynastie), ainsi que le dieu Sobek considéré comme le fils de Neith. La déesse Methyer y était également vénérée. Amon-Rê était également considéré comme le maître du nome.

## Lieux principaux
Il est à noter que les frontières du nome ont changé avec le temps, les villes citées ci-dessous ont été identifiées comme faisant partie du nome dans ses frontières ptolémaïques.
- Kôm Manous
- Zaouiet Razin (en)